# Vesancy
Vesancy település Franciaországban, Ain megyében. Lakosainak száma 513 fő (2022. január 1.). Vesancy Divonne-les-Bains, Gex, Grilly és Mijoux községekkel határos.

## Népesség
A település népessége az elmúlt években az alábbi módon változott:
| Lakosok száma | 245  | 295  | 363  | 508  | 527  | 502  | 484  | 481  | 492  | 513  |
|               | 1968 | 1982 | 1990 | 2006 | 2013 | 2015 | 2017 | 2019 | 2020 | 2022 |